# Piero Longo
Piero Longo (Alano di Piave, 29 giugno 1944) è un politico e avvocato italiano.

## Biografia

### Studi e inizi
Figlio di un ingegnere navale, si diploma al Ginnasio Liceo Marco Polo di Venezia, si laurea in Giurisprudenza all'Università degli Studi di Padova ed entra nel mondo accademico come assistente universitario di Giuseppe Bettiol all'età di 25 anni.

### Carriera forense
Alla morte del penalista padovano Giuseppe Ghedini, avvenuta nel 1973, subentra nello studio legale di quest'ultimo costituendo un'associazione professionale con le figlie Nicoletta e Ippolita Ghedini; alcuni anni più tardi entrerà nello studio anche Niccolò Ghedini, ultimogenito del penalista e deputato, insieme allo stesso Longo, legale di Silvio Berlusconi.
Longo non ha mai nascosto le sue simpatie per la destra, e ha difeso alcuni imputati nel processo celebrato nel 1975 per la riorganizzazione del disciolto partito fascista, ma ha altresì difeso esponenti e militanti dei partiti della sinistra italiana.
Nel 1986 fu incaricato della difesa di Marco Furlan, uno dei due componenti della banda che con il nome di Ludwig venne riconosciuta responsabile di una serie di omicidi. Al processo venne affiancato dall'allora neolaureato Niccolò Ghedini.

### Carriera politica nel PdL e in Forza Italia
Alle elezioni politiche del 2008, Longo è risultato il primo dei non eletti nella regione Veneto ed è subentrato nella carica di senatore in sostituzione di Giancarlo Galan, dimessosi per incompatibilità il 29 aprile 2008 optando per la carica di Presidente della Regione Veneto. Nelle recenti consultazioni elettorali è stato eletto alla Camera dei Deputati nel PdL.
Il 16 novembre 2013, con la sospensione delle attività del Popolo della Libertà, aderisce a Forza Italia.

## Controversie
Indagato per corruzione in atti giudiziari nel processo Ruby Ter che vede coinvolte le ragazze che hanno frequentato la casa del suo assistito Silvio Berlusconi ad Arcore e che avrebbero testimoniato a favore di quest'ultimo in cambio di soldi, il 30 giugno 2015 la sua posizione e quella del collega Niccolò Ghedini viene stralciata in attesa dell'archiviazione che viene chiesta il 24 luglio seguente e che viene accolta il 6 novembre dello stesso anno dal gip per i due avvocati e altre 11 persone per mancanza di prove certe.